# Aphyllodium
Genre
Synonymes
- Dicerma DC.[2]

Aphyllodium est un genre de plantes à fleurs dicotylédones de la famille des Fabaceae, sous-famille des Faboideae, originaire d'Asie tropicale et d'Australasie, qui comprend trois espèces acceptées.
Ce sont des arbustes ou arbrisseaux aux feuilles trifoliées.

## Liste d'espèces
Selon The Plant List (5 novembre 2018) :
- Aphyllodium australiense (Schindl.) H.Ohashi
- Aphyllodium hispidum (sv) (Schindl.) H.Ohashi
- Aphyllodium novoguineense (Schindl.) H. Ohashi